# Георги Пејев
Георги Пејев (буг. Георги Иванов Пеев) је бугарски фудбалер. Рођен је 11. марта 1979. Тренутно наступа за руски клуб Амкар из Перма.
Пејев је каријеру започео у Локомотиву из Софије. Ускоро је постао и репрезентативац.
Године 2001. прешао је у украјински клуб Динамо из Кијева. Наступао је за Динамо у Лиги шапиона. Играо је са Румунима Ђоанеом и Чернатом, Србином Гавранчићем и Хрватом Саблићем.
Године 2006. био је позајмљен у Дњепро из Дњепропетровска.
Године 2007. постао је играч руског Амкара из Перма, с којим је 2008. играо у финалу Купа Русије, док се у руској премијер-лиги Перм пласирао на четврто место. На крају сезоне постигао је гол у утакмици против Зенита из Санкт Петербурга, тадашњег победника Купа УЕФА.